# Jordan Metcalfe
Pour les articles homonymes, voir Metcalfe.
Jordan Metcalfe est un acteur britannique né le 24 mai 1986 à Hull (Angleterre). Il est surtout connu pour son rôle du génie Adil dans la série Génial Génie, diffusée en Angleterre sur Nickelodeon et en France sur Canal J.
Il a également joué un petit rôle dans la saison 2 de la série britannique Misfits et le rôle de Charlie dans Pride de Matthew Warchus.